# ボーエ・モーエンセン

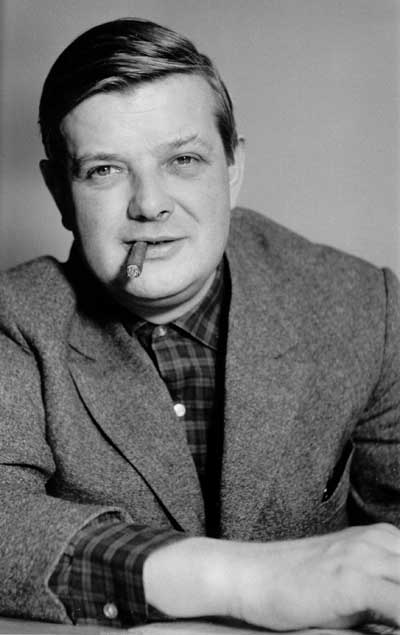
ボーエ・モーエンセン

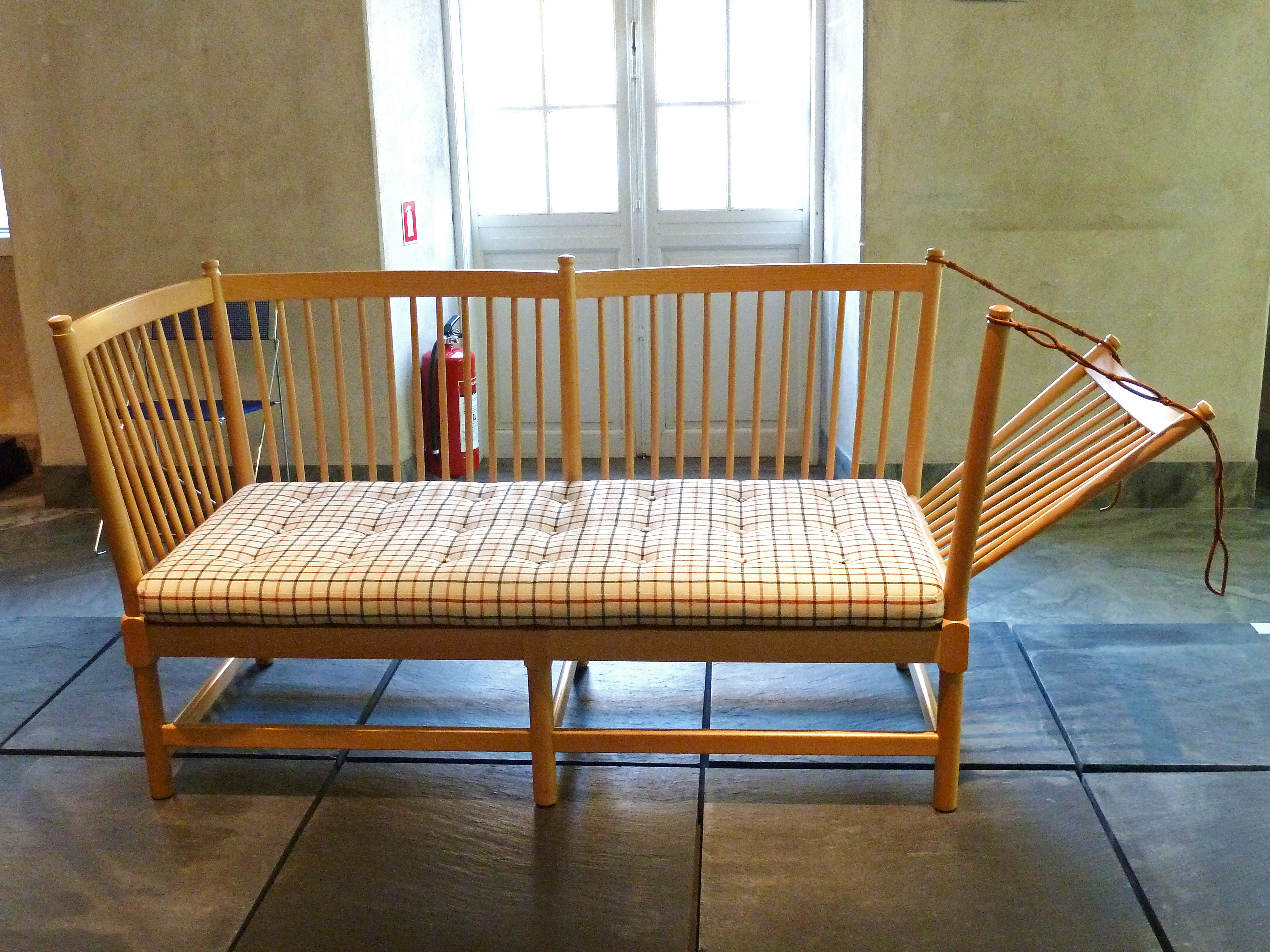
モーエンセンのデザインした家具

ボーエ・モーエンセン（Børge Mogensen、1914年4月13日 - 1972年10月5日）はデンマークの家具デザイナーである。アルネ・ヤコブセン、ハンス・J・ウェグナーと共にデンマークの近代家具デザインにおける代表的な人物である。

## 生涯
1914年デンマークのオールボーに生まれる。1934年に家具マイスターの資格を得て、家具職人としてのキャリアをスタートさせる。それと並行して1936年から1938年にかけて、コペンハーゲン芸術工芸学校家具科、1938年から1941年かけて、王立芸術アカデミー家具科に在籍し家具デザインを学ぶ。デンマーク近代家具デザインの確立者であるコーレ・クリント、モーエンス・コッホに師事。王立芸術アカデミーにて教鞭を執る。1942年からはデンマーク協同連合連合会家具部門に主任として勤務。シェーカー様式の椅子をアレンジした「J-39」を発表する。1944年、友人のハンス・J・ウェグナーと共作で「スポーツバックソファ」を発表。1950年に独立、設計事務所を開設する。

## 作品
- スパニッシュチェア
- ハンティングチェア
- J-39